# Les Berrtas
Les Berrtas ist eine Band aus Würzburg, die 1989 gegründet wurde. Die Band bewegt sich im Dark-Electro-Umfeld und bezeichnet ihren Stil als Splatter-Pop.

## Geschichte
Gegründet wurde Les Berrtas von Kai Neugebauer, Micha Chainsaw und Jochen Wobser 1989 in Lauda-Königshofen. In dieser Ur-Besetzung gab es nur ein einziges Konzert und zwar als Support von Shock Therapy am 29. November 1990 in Sulzfeld in der Disco Sunsplash. Der Sound war damals schon hauptsächlich elektronisch. Jochen Wobser verließ nach diesem Konzert die Band. Die erste Single mit den Songs Die Würmer und Gesang eines Engels wurde 1991 von Bruno Kramm von der Band Das Ich in seinem Studio in Bayreuth aufgenommen. Kurz darauf veröffentlichte das Label Zoth Ommog den Club Hit Der Knochenschäler auf der Body Rapture II Compilation. Durch diese Kompilation ist das Label Hyperium Records auf Les Berrtas aufmerksam geworden, nahm sie unter Vertrag und brachte 1992 die CD Nekropolis auf den Markt. 1992 und 1993 tourte Les Berrtas als Support für Calva Y Nada durch Deutschland. Der Bandname rührt ursprünglich aus der Lindenstraße. Die ersten Demos wurden unter dem Namen Die Berta-Krise aufgenommen. Später wurde der Name aber in Les Berrtas, was etwas internationaler klingt, geändert. Nachdem die zweite Veröffentlichung Metamorphosis wegen Copyright-Problemen vom Markt genommen werden musste, ist das Projekt 1995 beendet worden. Ein Reunion-Konzert gab es am 30. Januar 2016 im Haus der Jugend in Hettstedt.
2016 wurde die Best-of-CD Knochenschäler bei Infacted Recordings veröffentlicht.
2019 wurde erstmals mit der EP Serrapolis - Kapitel 1 neues Material veröffentlicht.
2017 bis heute folgten einige Festival- und Club-Shows.

## Diskografie
- 1991: Prolog (Tape)
- 1991: Die Würmer (7", AbArt Music)
- 1992: Nekropolis (CD, Hypnobeat)
- 1994: Metamorphosis (MCD, Hypnobeat)
- 2016: Knochenschäler (CD, Infacted Recordings)
- 2019: Serrapolis – Kapitel 1 (CD, fakenoise)
- 2019: Stadt der Engel (digital, fakenoise)
- 2024: Geistertanz (digital, fakenoise)
- 2024: Wald/Farbe (digital, fakenoise)